# 山田八幡宮
山田八幡宮（やまだはちまんぐう）は、岩手県下閉伊郡山田町に鎮座する神社。山田湾を一望できる高台にある。

## 祭礼
年に一回のお祭りは9月の敬老の日を絡めた日取りで行われる。山田祭は山田八幡宮と大杉神社からなる町内で最大のお祭りで、どちらも立派な宮神輿を持っている。
山田町の神輿は殆どが暴れ神輿。町内狭しと暴れまわる。神輿を担ぐ担ぎ手を「舎人（しゃにん）」と言い、30代～40代が中心となっている。ご神体は3体あるといわれ、源伝説の縁の神社となっている。
今では、130人の舎人により、毎年、盛大に行われている。